# Gaspar Hoffstetter
Gaspar Hoffstetter, ljubljanski župan v 16. stoletju.
Hoffstetter je bil premožen Ljubljančan. Hišo je imel »Pod Trančo«. Preden je leta 1574 postal ljubljanski župan, je bil še sodnik in mestni svetnik.